# 安格斯·麦克劳林
安格斯·麦克劳林（英語：Angus Maclaurin，1978年6月26日—），美国男子赛艇运动员。他曾代表美国参加世界赛艇锦标赛，获得一枚金牌和一枚银牌，均来自男子轻量级八人单桨有舵手项目。